# Cox's Orange Pippin

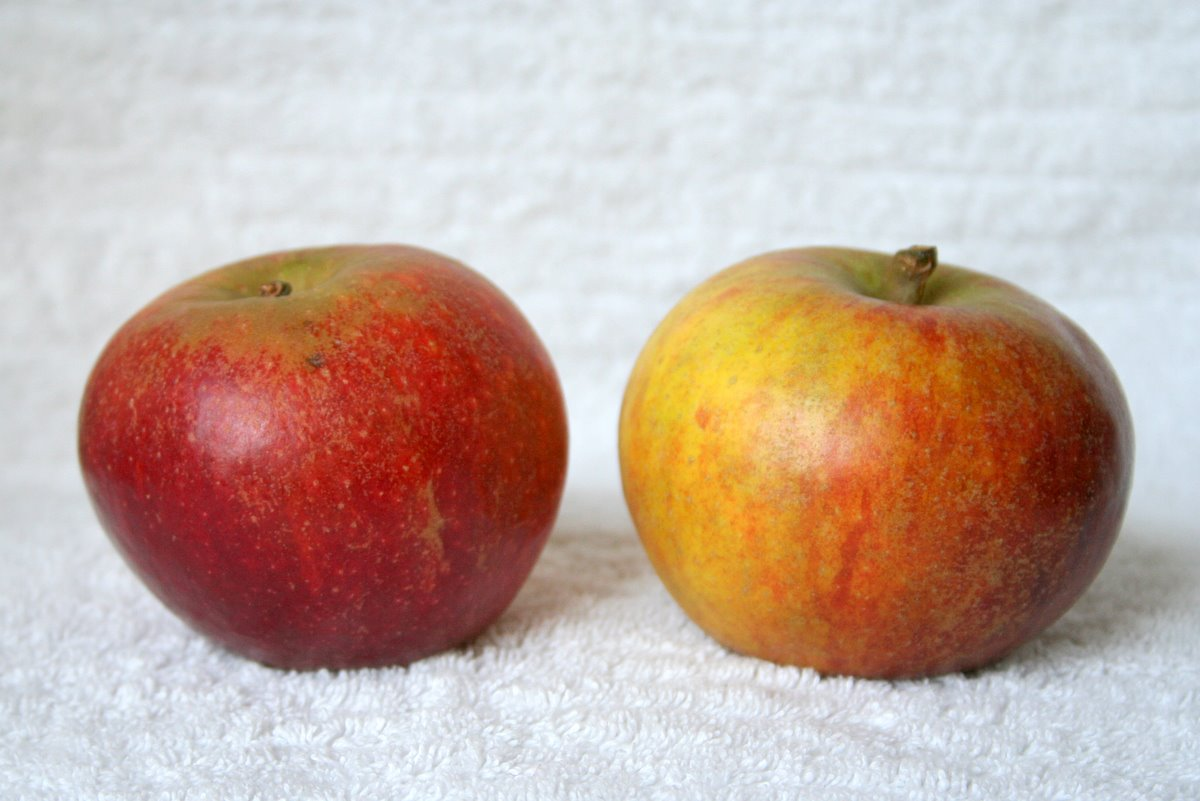
Pommes Cox's Orange.

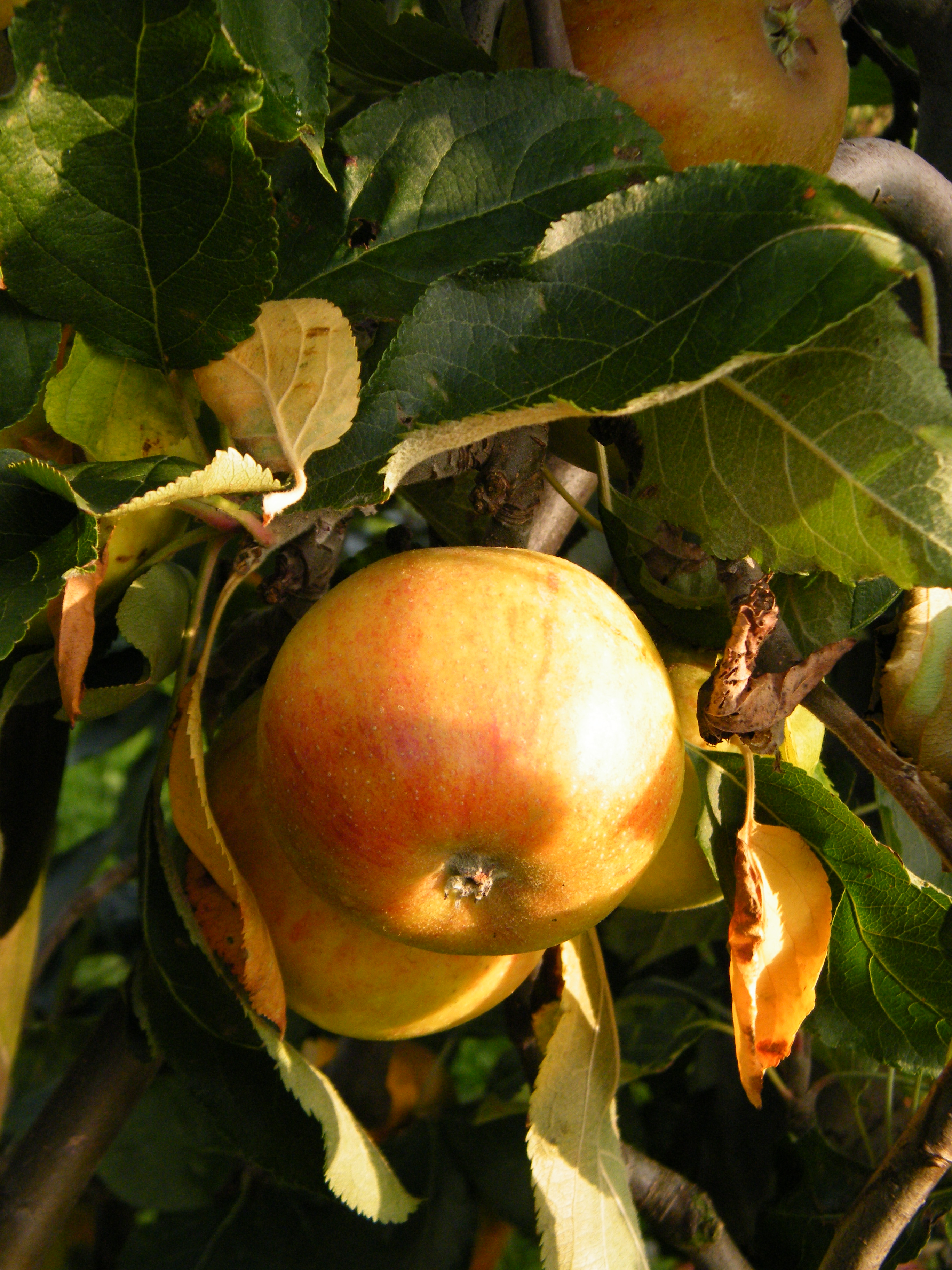
Cox.

Cox's Orange Pippin (parfois abrégé en Cox orange) est comme le nom l'indique (Pippin) une pomme de reinette.
Cette variété est depuis plus d'un siècle une des cinq variétés les plus utilisées par les obtenteurs pour créer de nouvelles variétés. En effet, 64 %, des 439 variétés commerciales étudiées par Noiton et Alspach en 1996 utilisent depuis plus d'un siècle seulement cinq géniteurs (Mc Intosh (101 cultivars), Golden delicious (87 cultivars), Jonathan (74 cultivars), Red delicious (56 cultivars) ou Cox's Orange Pippin (59 cultivars), respectivement quatre américaines et une anglaise, ou leur descendance.

## Origine
Le cultivar a été obtenu par un semis de Ribston Pippin vers 1825 à Colnbrook en Angleterre par un horticulteur à la retraite nommé Richard Cox. Le même semis donna une autre variété de choix nommée 'Cox's Pomona'.
La variété (aussi appelée "Reinette orange de Cox" ou simplement "Orange de Cox") fut commercialisée vers 1850, obtint des récompenses de la Royal Horticultural Society de Londres en 1854 et 1858 puis fut cultivée à grande échelle vers 1860, particulièrement dans la région de Kent.
Un grand nombre de mutants de la Cox ont été découverts par la suite : Crimson Cox, King Cox, Queen Cox.
Selon l'institut Quadram (en), la Cox's Orange Pippin représente plus de 50 % des pommes de table vendues au Royaume-Uni.

## Description
Le fruit de taille petite à moyenne est rouge orangé. La chair tend vers le jaune, elle est juteuse, parfumée et légèrement acidulée avec un goût proche de celui de la poire. Cette variété est surnommée "la reine des pommes".
Comme la 'Grelot' et la 'Pépin sonnant', on peut entendre bouger les pépins d'une Cox lorsqu'on la secoue car ils ne sont pas bien "accrochés" à la pomme.
Elle est disponible d'octobre à décembre.

## Parenté
Descendants :
- Ingrid Marie : Cox's Orange Pippin × Cox's Pomona
- James Grieve : Cox's Orange Pippin x Pott's Seedling
- Jupiter : Cox's Orange Pippin × Starking
- Kidd's Orange : Cox's Orange Pippin × Red Delicious[4]
- Alkmene : Cox's Orange Pippin × Dr. Oldenburg

## Pollinisation
- Variété diploïde.

- Groupe de floraison : C[5].

- S-génotype : S5S9[6].

Le pommier reinette Cox's Orange Pippin atteint la pleine floraison un jour après Golden Delicious.
- Pollinisation par : Alkmène, Elstar, Golden Delicious, Ingrid Marie, James Grieve, Ontario, Santana, Grenadier, Kandil Sinap ou Non pareil de Peasgood.

## Maladies, résistances et susceptibilités
Ce cultivar de pommier domestique est sensible :
- au chancre du collet (Phytophthora cactorum),
- à la tavelure (Les races de Venturia inaequalis) ;

très sensible :
- au chancre nectrien (Nectria galligena),
- à l'oïdium du pommier (Podosphaera leucotricha) ;

et aussi affecté par :
- le puceron lanigère,
- la tâche amère,
- la brûlure de la pointe,
- la chute prématurée des feuilles,
- la pourriture des fruits (Monilia).

Les trop nombreuses susceptibilités rendent ce cultivar inapproprié aux petits jardins familiaux où les traitements chimiques ne sont pas systématiques.

## Culture
L'arbre est de faible vigueur et doit donc plutôt être cultivé sur porte-greffe nain (M9) qu'en haute-tige. Il apprécie un climat plutôt doux humide (type Anglais) et ne supporte pas le gel. Il met à fruit assez rapidement mais donne une production moyenne et le plus souvent seulement une année sur deux (alternance).
Les semis de pépins de 'Cox' sont réputés hériter de la précocité de mise à fruit de cette variété.